# Perizoma ablegata
Perizoma ablegata är en fjärilsart som beskrevs av Otto Staudinger 1897. Perizoma ablegata ingår i släktet Perizoma och familjen mätare. Inga underarter finns listade i Catalogue of Life.